# Adi Luwih (plaats)
Adi Luwih is een bestuurslaag in het regentschap Pringsewu van de provincie Lampung, Indonesië. Adi Luwih telt 7745 inwoners (volkstelling 2010).